# Лесли Карон
Лесли Карон (фр. Leslie Caron) француска је глумица, рођена 1. јула 1931. године у Булоњ Бијанкуру (Француска).